# SV Bad Rothenfelde
Der SV Bad Rothenfelde ist ein Sportverein aus Bad Rothenfelde im Landkreis Osnabrück. Die erste Fußballmannschaft spielte zehn Jahre in der höchsten Amateurliga Niedersachsens.

## Geschichte
Der Verein entstand im März 1927 als Abspaltung vom SV Heidland. Nach dem Zweiten Weltkrieg fusionierte der SVR mit dem Turn- und Schwimmverein Bad Rothenfelde zum TSV Bad Rothenfelde, da es nach Anweisung der britischen Militärregierung nur einen Sportverein in Bad Rothenfelde geben durfte. Im April 1951 spaltete sich dieser Verein wieder in seine Stammvereine SV und TuS Bad Rothenfelde auf.
Sportlich kamen die Fußballer bis in die frühen 1980er Jahre nicht über die Kreisebene hinaus. Im Jahre 1982 gelang erstmals der Aufstieg in die Bezirksklasse, wo die Mannschaft zunächst gegen den Abstieg kämpfte. Nach der Gründung eines Förderkreises ging es für die Rothenfelder bergauf. 1987 wurde die Mannschaft nur aufgrund der schlechteren Tordifferenz gegenüber TuRa Grönenberg Melle Vizemeister der Bezirksklasse 8. In der folgenden Aufstiegsrunde setzten sich die Rothenfelder gegen den 1. FCR Bramsche und Frisia Goldenstedt durch und stiegen in die Bezirksliga auf. Nach nur einem Jahr folgte der direkte Wiederabstieg, ehe die Rothenfelder im Jahre 1990 in die Bezirksliga zurückkehrten. Dort wurde der SVR 1992 Dritter und ein Jahr später Meister.
Auch in der Bezirksoberliga Weser-Ems hielt der sportliche Höhenflug an. Gleich in der Aufstiegssaison 1993/94 wurden die Rothenfelder Vizemeister hinter dem SV Concordia Ihrhove. Erneut fiel die Entscheidung zu Ungunsten des SVR aufgrund der Tordifferenz. Ein Jahr später wurden die Rothenfelder dann Meister mit einem Punkt Vorsprung auf die DJK Sparta Werlte und stieg in die Niedersachsenliga West auf. Dort erreichte sie in der Saison 1996/97 den sechsten Platz. Die Rothenfelder spielten noch einige Jahre im Mittelfeld der Liga, ehe 2001 der Abstieg als Tabellenletzter hingenommen werden musste. Im Jahre 2003 erreichte die Mannschaft das Endspiel des Bezirkspokals, welches nach torlosen 120 Minuten mit 8:7 im Elfmeterschießen gegen den 1. FC Nordenham gewonnen wurde. In der Landesliga Weser-Ems wurden die Rothenfelder Vizemeister hinter dem VfL Germania Leer. Der SVR wies dabei die bessere Tordifferenz gegenüber dem VfL Oldenburg auf.
Nach einem 4:2-Sieg nach Verlängerung im Entscheidungsspiel gegen den Vizemeister der Landesliga Hannover Germania Grasdorf schafften die Rothenfelder die Rückkehr in die Niedersachsenliga West. Gleich in der Aufstiegssaison 2003/04 wurde die Mannschaft Vierter. Im Jahre 2005 zog der Verein die Mannschaft trotz sportlicher Qualifikation in die Kreisliga zurück, da die Vereinsführung sich nicht im Stande sah, die Niedersachsenligamannschaft und den Bau eines Kunstrasenplatzes zu finanzieren. Trotz des Rückzuges blieben zahlreiche Stammspieler beim SVR, der die Kreisligasaison 2005/06 ungeschlagen blieb, 86 von 90 möglichen Punkten holte und 160 Saisontoren erzielte. Es war der erste von drei Aufstiegen in Folge, die die Rothenfelder 2008 in die Oberliga Niedersachsen-West brachten.
Dort traf der Verein auf die ehemaligen Zweitligisten SV Meppen und VfB Oldenburg und erreichte auf Anhieb den achten Platz. Ein Jahr später verzichtete der Verein aus wirtschaftlichen und sicherheitstechnischen Gründen auf eine mögliche Qualifikation zur eingleisigen Oberliga Niedersachsen. Seitdem spielt die erste Mannschaft des SV Bad Rothenfelde in der sechstklassigen Landesliga Weser/Ems, wo die Rothenfelder 2011, 2013, 2014 und 2016 jeweils Dritter wurden. Im Jahre 2019 stieg die Mannschaft wieder in die Bezirksliga ab, schaffte aber den direkten Wiederaufstieg. 2023 ging es erneut runter in die Bezirksliga.

## Statistik

### Erfolge
- Meister der Bezirksoberliga/Landesliga Weser-Ems: 1995, 2008
- Bezirkspokalsieger Weser-Ems: 2003

### Platzierungen
Grün unterlegte Platzierungen kennzeichnen einen Aufstieg, rot unterlegte einen Abstieg.
| Spielzeit | Liga                       | Level | Platz |
| --------- | -------------------------- | ----- | ----- |
| 1979/80   | Kreisliga Osnabrück-Land A | IX    | 12.   |
| 1980/81   | Kreisliga Osnabrück-Land A | IX    | 12.   |
| 1981/82   | Kreisliga Osnabrück-Land A | IX    | 01.   |
| 1982/83   | Bezirksklasse Weser/Ems 6  | VIII  | 14.   |
| 1983/84   | Bezirksklasse Weser/Ems 6  | VIII  | 13.   |
| 1984/85   | Bezirksklasse Weser/Ems 8  | VIII  | 12.   |
| 1985/86   | Bezirksklasse Weser/Ems 8  | VIII  | 04.   |
| 1986/87   | Bezirksklasse Weser/Ems 8  | VIII  | 02. 1 |
| 1987/88   | Bezirksliga Weser/Ems-Ost  | VII   | 15.   |
| 1988/89   | Bezirksklasse Weser/Ems 8  | VIII  | 05.   |
| 1989/90   | Bezirksklasse Weser/Ems 8  | VIII  | 01.   |
| 1990/91   | Bezirksliga Weser/Ems-Ost  | VII   | 09.   |
| 1991/92   | Bezirksliga Weser/Ems-Ost  | VII   | 03.   |
| 1992/93   | Bezirksliga Weser/Ems-Ost  | VII   | 01.   |
| 1993/94   | Bezirksoberliga Weser/Ems  | VI    | 02.   |
| 1994/95   | Landesliga Weser/Ems 2     | VI    | 01.   |

| Spielzeit | Liga                         | Level | Platz |
| --------- | ---------------------------- | ----- | ----- |
| 1995/96   | Niedersachsenliga West       | V     | 09.   |
| 1996/97   | Niedersachsenliga West       | V     | 06.   |
| 1997/98   | Niedersachsenliga West       | V     | 08.   |
| 1998/99   | Niedersachsenliga West       | V     | 07.   |
| 1999/2000 | Niedersachsenliga West       | V     | 14.   |
| 2000/01   | Niedersachsenliga West       | V     | 16.   |
| 2001/02   | Landesliga Weser/Ems         | VI    | 03.   |
| 2002/03   | Landesliga Weser/Ems         | VI    | 02. 3 |
| 2003/04   | Niedersachsenliga West       | V     | 04.   |
| 2004/05   | Niedersachsenliga West       | V     | 08. 4 |
| 2005/06   | Kreisliga Osnabrück-Land Süd | VIII  | 01.   |
| 2006/07   | Bezirksliga Weser/Ems 5      | VII   | 01.   |
| 2007/08   | Landesliga Weser/Ems         | VI    | 01.   |
| 2008/09   | Oberliga Niedersachsen-West  | V     | 08.   |
| 2009/10   | Oberliga Niedersachsen-West  | V     | 11. 5 |
| 2010/11   | Landesliga Weser/Ems         | VI    | 03.   |

| Spielzeit | Liga                    | Level | Platz |
| --------- | ----------------------- | ----- | ----- |
| 2011/12   | Landesliga Weser/Ems    | VI    | 04.   |
| 2012/13   | Landesliga Weser/Ems    | VI    | 03.   |
| 2013/14   | Landesliga Weser/Ems    | VI    | 03.   |
| 2014/15   | Landesliga Weser/Ems    | VI    | 05.   |
| 2015/16   | Landesliga Weser/Ems    | VI    | 03.   |
| 2016/17   | Landesliga Weser/Ems    | VI    | 07.   |
| 2017/18   | Landesliga Weser/Ems    | VI    | 09.   |
| 2018/19   | Landesliga Weser/Ems    | VI    | 14.   |
| 2019/20   | Bezirksliga Weser/Ems 5 | VII   | 01.   |
| 2020/21   | Landesliga Weser/Ems    | VI    | – 6   |
| 2021/22   | Landesliga Weser/Ems    | VI    | 11.   |
| 2022/23   | Landesliga Weser/Ems    | VI    | 13.   |
| 2023/24   | Bezirksliga Weser/Ems 5 | VII   | 02.   |
| 2024/25   | Bezirksliga Weser/Ems 5 | VII   | 02.   |

## Stadion
Der SV Bad Rothenfelde trägt seine Heimspiele im Heristo-Sportpark aus, der 3.000 Zuschauern Platz bietet. Die Namensrechte hält die Firma heristo. Neben dem Stadion verfügt der Sportpark noch über einen Kunstrasenplatz. Beide Plätze verfügen über Flutlicht.

## Persönlichkeiten
- Rui Mendes
- Marko Tredup
- Roland Twyrdy